# جیم کلتنر

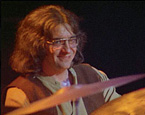

جیمز لی «جیم» کلتنر (به انگلیسی: Jim Keltner) (زاده ۱۹۴۲) یک نوازنده‌ی درام آمریکایی است که بیشتر بعنوان موسیقیدان فصلی شناخته می‌شود.وی سابقه نوازندگی برای موسیقیدانان شناخته شده مانند رولینگ استون،آلیس کوپر،اریک کلپتون،جری گارسیا،هری نیلسون و چندی دیگر را داراست.